# Porto dos Pessegueiros
O Porto dos Pessegueiros é uma instalação portuária portuguesa, localizada no concelho da Madalena do Pico, ilha do Pico, arquipélago dos Açores.
Esta instalação portuária é principalmente usada para fins piscatórios e de recreio.